# John Bell Williams
John Bell Williams, född 4 december 1918 i Raymond i Mississippi, död 25 mars 1983 i Brandon i Mississippi, var en amerikansk demokratisk politiker. Han var ledamot av USA:s representanthus 1947–1968 och Mississippis guvernör 1968–1972.
Williams studerade vid University of Mississippi och Jackson School of Law. Därefter tjänstgjorde han i US Army Air Forces i andra världskriget. Han var åklagare i Hinds County 1944–1946 och satt sedan i hela 21 år i USA:s representanthus.
Williams efterträdde 1968 Paul B. Johnson Jr. som Mississippis guvernör och efterträddes 1972 av Bill Waller.
Williams avled 1983 och gravsattes på Raymond Cemetery i Raymond.